# Desmiphora canescens
Desmiphora canescens là một loài bọ cánh cứng trong họ Cerambycidae.